# Révolution chimique

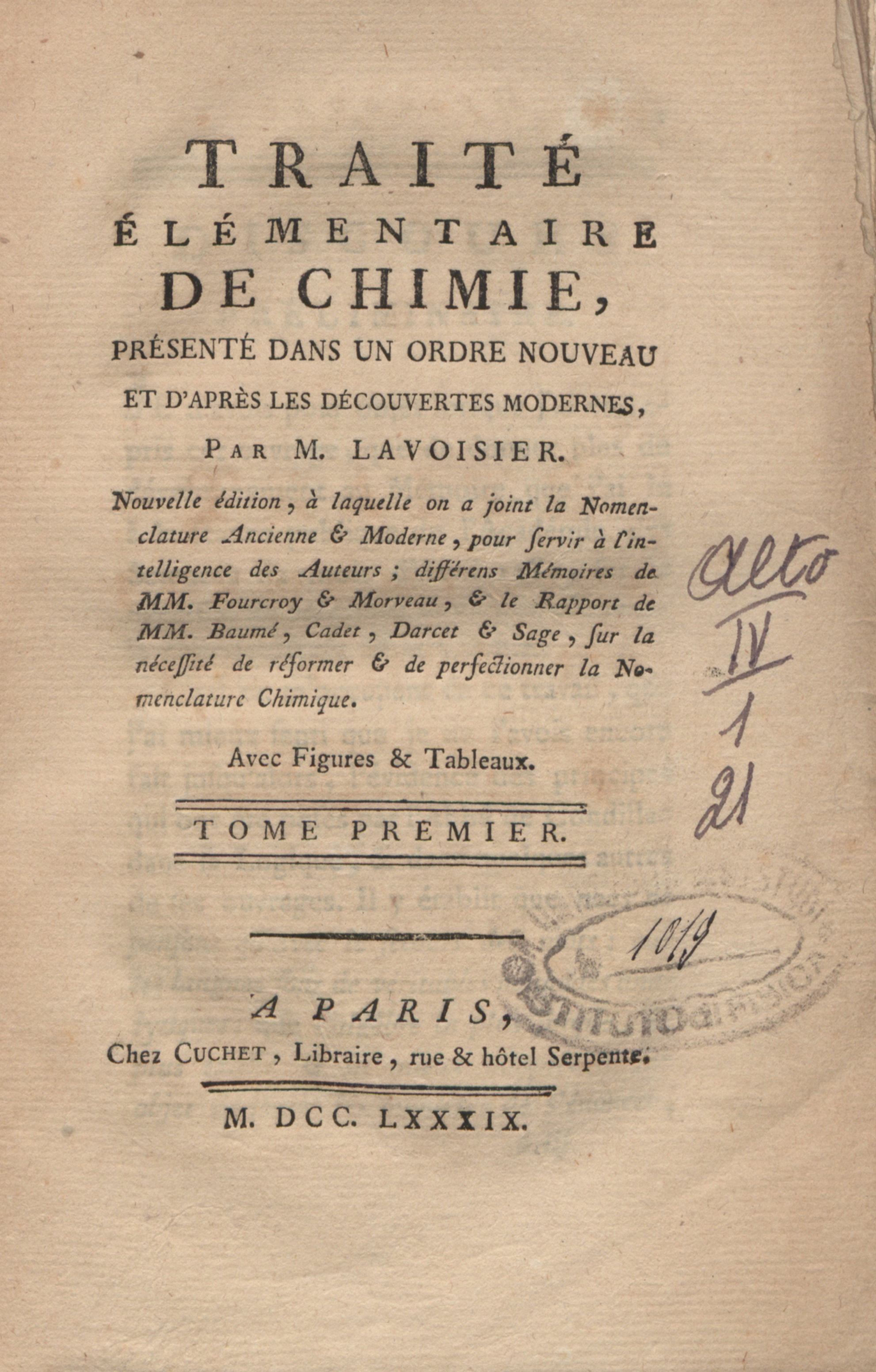
Traité élémentaire de chimie.

La révolution chimique est une transformation de la chimie qui eut lieu à la fin du XVIIIe siècle à la suite des travaux du chimiste français Antoine Lavoisier, considéré comme le « père » de cette discipline. Ses principaux fondements sont la loi de conservation de la masse (loi de Lavoisier : « Rien ne se perd, rien ne se crée, tout se transforme. ») et la théorie de la combustion par l'oxygène.
Plusieurs facteurs menèrent à cette révolution, notamment la preuve que l'air n'est pas un élément, mais est composé de différents gaz : Henry Cavendish et Joseph Priestley menèrent des expériences importantes pour l'établir. Antoine Lavoisier traduisit le langage et jargon archaïque de la chimie dans un vocabulaire plus accessible aux masses non éduquées, augmentant l'intérêt du public dans l'apprentissage et la pratique de la discipline. La publication de Lavoisier Traité élémentaire de chimie (1789) marqua le début de la révolution. Lavoisier découvrit alors la composition de l'air et de l'eau et inventa le terme « oxygène ». Il explicita aussi la théorie de la combustion et relégua la théorie du phlogistique au statut d'hypothèse obsolète. Son contemporain Jöns Jakob Berzelius simplifia la description des composés chimiques en se fondant sur la théorie des masses atomiques de John Dalton.